# El Biblionauta
L'Associació Cultural El Biblionauta és una entitat sense ànim de lucre dedicada a la divulgació de la literatura de ciència-ficció i fantasia en llengua catalana. La constitució de l'associació data de l'any 2020, però la seva activitat s'allarga fins al 2012.
La seva activitat principal és la publicació de ressenyes i comentaris crítics sobre relats de literatura fantàstica en català, amb voluntat prescriptiva, al seu web. També promou un seguit de projectes, relacionats amb el fantàstic en català, com ara la Cifipèdia, l'enciclopèdia lliure de la ciència-ficció en català; els Premis Imperdibles als millors llibres fantàstics en català i els Premis Alba als millors llibres fantàstics per a joves en català; el ConcurTs i el ConcurTs JOVE, concursos de relat curt, i diverses publicacions, entre les quals destaca el recull Freakcions, de periodicitat anual. Al gener del 2023 va engegar un podcast mensual titulat Esperant el cometa per continuar divulgant la ciència-ficció, la fantasia i el terror en format àudio.